# لوچ
لوچ ها ماهی هایی متعلق به خانواده عظیم (Cobitoidea) هستند. آنها ماهی‌های متنوع آب شیرین کف دریا (کف‌‌زی) هستند که در اکثر رودخانه‌ها و نهرهای سراسر اوراسیا و شمال آفریقا یافت می‌شوند. لوچ ها جزو متنوع ترین گروه ماهی ها هستند. بیش از 1249 گونه از این خانواده تاکنون شناخته شده است که این گونه ها شامل حدود 107 جنس و بین 9 خانواده تقسیم شده اند.
1. ↑  Chen, Jiao (2015). "First fossil cobitid (Teleostei: Cypriniformes) from EarlyMiddle Oligocene deposits of South China" (PDF). Vertebrata PalAsiatica.
2. ↑  Kottelat, M. (2012). "Conspectus cobitidum: an inventory of the loaches of the world (Teleostei: Cypriniformes: Cobitoidei)". The Raffles Bulletin of Zoology. Supplement no. 26: 1–199.
3. ↑  Fricke, R., ed. (2019). "Eschmeyer's catalog of fishes: genera, species, references". Electronic version accessed February 2019.